# Fundação Petrobras de Seguridade Social
A Petros - Fundação Petrobras de Seguridade Social, é um fundo de pensão criado pela Petrobras em 1970, com sede no Rio de Janeiro. No Brasil, foi uma das pioneiras no mercado de previdência complementar, que provê aposentadoria complementar aos funcionários da estatal. O fundo também administra planos de previdências para outras empresas, entidades e associações de classe .  Atualmente, a Fundação administra patrimônio de R$ 130,5 bilhões, com 132,3 mil participantes, sendo o maior fundo de pensão multipatrocinado do país.
Desde 1º de agosto de 2025, a Petros é presidida pelo engenheiro Marcelo Farinha. Formado em Engenharia Elétrica pela Universidade Federal de Uberlândia (UFU), o executivo tem mestrado em Economia pela Universidade Católica de Brasília (UCB) e especialização em Finanças pela FIA/Universidade de São Paulo.

## Histórico
Em 31 de março de 1970, a Petros foi criada para atender aos empregados da Petrobras que desenvolviam atividades com periculosidade. O início oficial das atividades, no entanto, ocorreu no dia 1º de julho daquele ano. Nos primeiros anos que sucederam a criação, algumas subsidiárias da companhia aderiram: Petroquisa, Petrobras Distribuidora (BR) e Braspetro. 
Dois anos depois da Petros ser criada, em 1972, o número de participantes já se aproximava dos 32 mil. E, na década de 1980, chegou a 80 mil, distribuídos em 17 patrocinadoras ligadas ao Sistema Petrobras. Em 2024, são mais de 132 mil participantes, divididos em 32 planos, que somam mais de R$ 132,3 bilhões em patrimônio.
Em março de 2016, na CPI dos Fundos de Pensão, o então presidente da Petros, Henrique Jäger, admitiu um déficit de mais de R$ 16 bilhões.
Em 24 de junho de 2016, a Polícia Federal do Brasil em conjunto com o Ministério Público Federal deflagrou uma operação, batizada Recomeço, que prendeu suspeitos de causar prejuízos de até R$100 milhões nos fundos Petros e Postalis.

## Gestão de Investimentos
A Petros realiza investimentos em Renda fixa, Renda variável, Investimentos imobiliários, Investimentos no exterior, Investimentos estruturados e Operações com participantes.
Os investimentos são realizados seguindo as diretrizes das Políticas de Investimentos, que norteiam as estratégias de alocações dos planos de previdência por um horizonte de cinco anos. Essas políticas consideram as características de cada plano, além do cenário econômico e critérios de exposição a riscos.

A gestão de investimentos da Petros é classificada como “forte” pela Fitch Ratings, uma das maiores agências de classificação de risco do mundo. A nota concedida é a segunda mais alta da escala de avaliação, com perspectiva de estabilidade, segundo a agência. 